# Великомученик

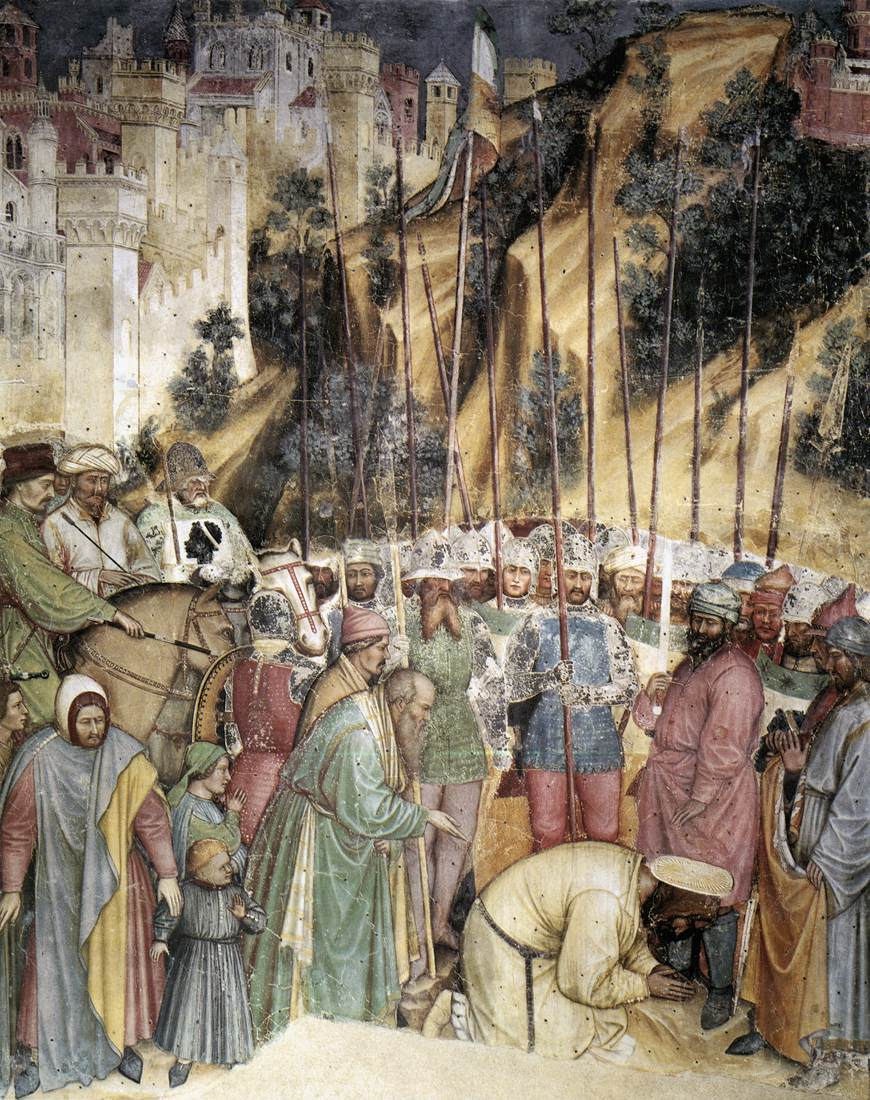
Альтикьеро да Дзевио. Мученичество святого Георгия Победоносца. Фреска. Капелла Сан-Джорджо, Падуя. 1377

Великому́ченики (греч. μεγαλόμαρτυρ, лат. magnus martyr — дословно может быть переведено как «знатные свидетели») — мученик высокого рода или сана, претерпевший за Христа великие мучения. Один из древнейших, наряду с мучениками, ликов святых, почитаемых Православной церковью, а также теми Восточнокатолическими церквями, которые используют константинопольский обряд.

## История
Выделение в процессе формирования общецерковного почитания мучеников отдельной категории великомучеников произошло в результате установления им как лицам знатного происхождения особо торжественных служб. Культ особого почитания великомучеников породил возникновение связанных с ними народных поверий и многочисленный легендарный материал, вошедший в их агиографию. Так, например, существуют многочисленные версии жития и чудес Георгия Победоносца, что уже в конце V века привело к тому, что римский папа Геласий в декрете отверг акты мученичества святого Георгия как еретическую фальсификацию и отнёс Георгия к святым, которые более известны Богу, чем людям.
Окончательно разделение святых по ликам святости сформировалось только в VII—VIII веках. К этому времени понимание эпитета «великомученик» на православном Востоке трансформировалось: он стал восприниматься как знак особо тяжких мучений (напр., Иоанн Сочавский, пострадавший в XIV веке.). Однако некоторые Поместные церкви (в частности, Грузинская, Сербская) сохранили наименование «великомучениками» именно знатных лиц (в современных русских календарях они называются мучениками).
«Рудименты» первоначального понимания термина сохранились в раннехристианской литературе (например, святитель Иоанн Златоуст в похвальном слове называет великомученицей антиохийскую святую Дросиду, дочь императора Траяна), которая в современном русском церковном календаре называется мученицей.
Русских святых, именуемых великомучениками, нет.
В современном русском православном сознании, отражаемом многими современными источниками, понятие «великомученик» связывается скорее с особо тяжкими и продолжительными (по сравнению с «просто» мучениками) страданиями, претерпеваемыми за веру, нежели с высоким происхождением или должностью (саном). При этом существует и традиция называть великомучениками именно лиц знатного происхождения, пострадавших за Христа:

Принято считать, что великомученик — это тот святой, который претерпел какие-то особенные, великие мучения. Но в православной традиции великомученик — это мученик знатного происхождения, один из великих людей, который пострадал за Христа. Простолюдины, принявшие мученическую смерть, прославлялись Церковью как мученики, лица в священном сане — как священномученики, монахи — преподобномученики, а великомученик, в свою очередь — человек знатного происхождения.

Именно такое понимание, хотя уже и с влиянием новой трактовки термина, отражено у Даля:

Великомученик м. -ница ж. величанье, придаваемое церковью святым мученикам высокого рода или сана, приявшим за Христа великие мучения.
Аналогичное определение содержит и Большой толковый словарь Кузнецова.

## Великомученики в месяцеслове Русской православной церкви
I век

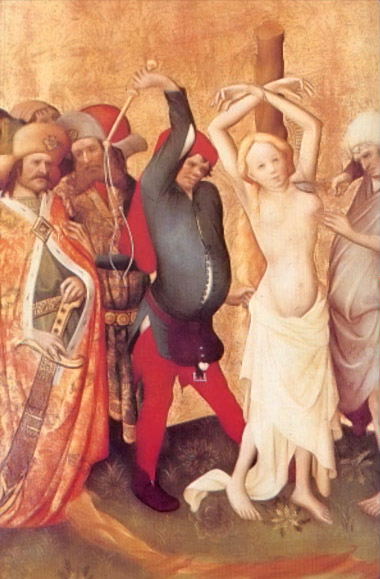
Мученичество святой Варвары

- Ирина Македонская († конец I — начало II веков)

II век
- Евстафий Плакида († 118 год)

III век
- Меркурий Кесарийский († 252 год)
- Марина Антиохийская (на Западе Маргарита) († 275 год)
- Мина Котуанский († 288 год)
- Прокопий († 290 год)
- Параскева Иконийская († III век)

III—IV век
- Афанасий († III—IV век)

IV век
- Георгий Победоносец († 303 год)
- Евфимия Всехвальная († 303 год)
- Димитрий Солунский († 304 год)

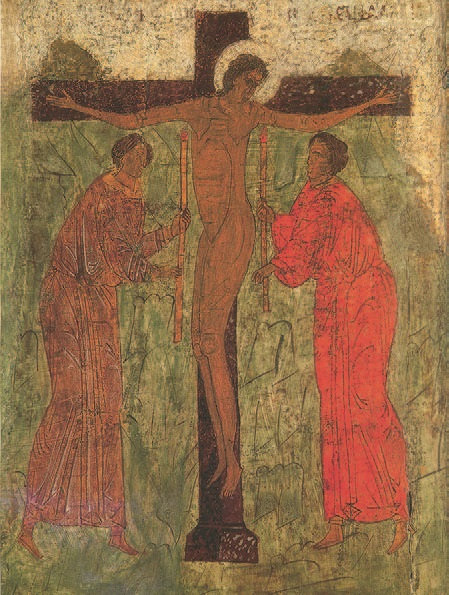
Мучение святой Параскевы огнём

- Анастасия Узорешительница († 304 год)
- Пантелеимон († ок. 305 года)
- Екатерина Александрийская († 305 год)
- Феодор Тирон († 306 год)
- Варвара Илиопольская († 306 год)
- Феодор Стратилат († 320 год)
- Артемий Антиохийский († 362 год)
- Никита Готский († 372 год)

V век
- Иаков Персянин († 421 год)

XIV век
- Иоанн Сочавский († ок. 1330—1340 годов)

XVII век
- Кетевана, царица Кахетинская († 1624 год)

XVIII век
- Хриса (Злата) Могленская († 1795 год)

## Некоторые великомученики других поместных Церквей
(в русских месяцесловах — мученики)
II век
- Виктор Дамасский († II век)

IV век
- Криспина Тагорская, Африканская († 304 год)

V век
- Шушаника (Сусанна), княгиня Ранская († 475 год) (Груз.)

VIII век
- Давид и Константин Мхеидзе, князья Аргветские († 740 год) (Груз.)
- Евстафий Апсильский, Харранский († 740 год) (Абхаз.)

IX век
- Константин Кахи, князь Верхне-Карталинский († 842 год) (Груз.)

X век
- Гоброн (в крещении Михаил), князь Кахетинский († 914 год) (Груз.)

XI век
- Иоанн-Владимир, князь Сербский († 1016 год) (Серб.)

XIII век
- Димитрий Самопожертвователь, царь Иверский († 1289 год) (Груз.)

XIV век
- Блгв. король Стефан Урош III Дечанский, Сербский († 1331 год) (Серб.)
- Лазарь, блгв. кн., господарь и царь Сербский († 1389 год) (Серб.)

XVII век
- Апостол Константинопольский[13] († 1686 год)